# Слаута Віктор Андрійович
Ві́ктор Андрі́йович Слау́та (нар. 2 січня 1952, Закітне, Краснолиманський район, Донецька область) — український політик, народний депутат України 4-го, 5-го та 6-го скликань, міністр аграрної політики України (2004 р.), віце-прем'єр-міністр України (2007, 2010 рр.), заслужений працівник сільського господарства України, кандидат економічних наук.

## Життєпис

### Освіта
Харківський сільськогосподарський інститут (1968–1973), вчений агроном; кандидатська дисертація «Економічні проблеми розвитку зернового господарства області: ефективність, стійкість, циклічність (на матеріалах Донецької області)» (Харківський державний аграрний університет, 1999). Кандидат економічних наук, заслужений працівник сільського господарства України.
Після служби в Радянській Армії працював на відповідальних посадах, які вимагали максимальної самовіддачі, вимогливості до себе: головним агрономом колгоспу імені Жданова, головою правління колгоспу «Росія» Краснолиманського району Донецької області, другим секретарем Краснолиманського міськкому КПУ, головою виконкому райради у цьому ж районі. 
1988 року працював заступником, першим заступником голови агропромислового комітету Донецької області, першим заступником голови виконкому Донецької обласної ради народних депутатів, заступником голови Донецької обласної державної адміністрації. 
1994 року обіймав посаду генерального директора Донецького виробничого об’єднання «Елеваторзернопром». 
2000 року Віктор Андрійович захистив кандидатську дисертацію на тему: «Економічні проблеми розвитку зернового господарства області: ефективність, сталість, циклічність (на матеріалах Донецької області)». Одна з головних ідей цього дослідження полягає у тому, що тенденції та напрями розвитку зернового господарства визначаються як закономірностями розвитку галузі у цілому, так і її регіональними особливостями. Указано напрями вирішення основних проблем зернового господарства стосовно умов Донецької області – значне підвищення рівня задоволення потреб у зерні, а також стійкості й ефективності його виробництва.

### В радянські часи
- 1973 — агроном радгоспу «Комуніст» Краснолиманського району.
- 1973 —1974 — служба в армії.
- 1974 —1980 — головний агроном колгоспу ім. Жданова; голова колгоспу «Росія».
- 1980 —1984 — другий секретар Краснолиманського МК КПУ.
- 1984 —1988 — голова Краснолиманський райвиконком.
- 1988 —1989 — заступник голови, перший заступник голови агропромислового комітету Донецької області.
- 1989 —1990 — завідувач аграрного відділу Донецького ОК КПУ.

### Після проголошення суверінітету України та в часи незалежності
- 1990 —1992 — перший заступник голови Донецької облради народних депутатів.
- 1992 —1994 — заступник глави Донецької облдержадміністрації.
- 1994 —1996 — генеральний директор ВО «Елеваторзернопром».
- 1996 —1997 — директор Донецького представництва ДАК «Хліб України».
- 1997 —2002 — заступник голови з питань агропромислового комплексу, виробництва товарів народного споживання, торгівлі та сфери послуг Донецької облдержадміністрації.
- Березень 1998 — кандидат в народні депутати України від АПУ, № 43 в списку, зняв кандидатуру до виборів.
- Квітень 2002 — квітень 2006 — Народний депутат України 4-го скликання. Виборчий округ № 63, Донецька область, висунутий Виборчим блоком політичних партій «За єдину Україну!». За 51.94 %, 9 суперників. На час виборів: заступник голови Донецької облдержадміністрації, член АПУ. Член фракції «Єдина Україна» (травень — червень 2002), уповноважений представник фракції «Аграрники України» (червень — жовтень 2002), уповноважений представник фракції АПУ (жовтень 2002 — квітень 2004), член фракції НАПУ (червень — жовтень 2004), член фракції «Регіони України» (жовтень 2004 — вересень 2005), член фракції Партії «Регіони України» (з вересня 2005). Перший заступник голови Комітету з питань державного будівництва та місцевого самоврядування (з червня 2002).
- 11 січня 2004 — 17 грудня 2004 — Міністр аграрної політики України.
- Квітень 2006 — лютий 2007 — Народний депутат України 5-го скликання  від Партії регіонів, № 86 в списку. На час виборів: народний депутат України, член ПР. Член фракції (травень — вересень 2006), заступник голови фракції Партії регіонів (з вересня 2006). Перший заступник голови Комітету з питань аграрної політики та земельних відносин (з липня 2006).
- 8 лютого — 18 грудня 2007 — Віцепрем'єр-міністр України.
- Грудень 2007 — березень 2010 — Народний депутат України 6-го скликання від Партії регіонів, № 89 в списку. На час виборів: Віцепрем'єр-міністр України, член Партії регіонів. Член фракції Партії регіонів (з листопада 2007). Член Комітету з питань аграрної політики та земельних відносин (з грудня 2007). Склав депутатські повноваження 11 березня 2010.
- 11 березня 2010 — 13 жовтня 2010 — Віцепрем'єр-міністр України з питань АПК.
- З жовтня 2010 — березень 2014 — Радник Президента України
- З травня 2014 — Президент Української Національної Технологічної Платформи "АГРО-ФУД"

## Родина
Одружений. Дружина Олена Іванівна (1950); дочка Лідія (1974) — лікар; син Андрій (1977) — менеджер-економіст.

## Нагороди
Нагороджений Орденом «За заслуги» III ступеня (2004).